# جيمس ميلز (سياسي)
جيمس ميلز (بالإنجليزية: James Mills)‏ هو سياسي نيوزلندي وبريطاني، ولد في 30 يوليو 1847 في ويلينغتون في نيوزيلندا، وتوفي في 23 يناير 1936 في لندن في المملكة المتحدة. انتخب عضو مجلس النواب نيوزيلندا.